# Steve Fogen
Steve Fogen, né le 28 septembre 1979 à Esch-sur-Alzette, est un coureur cycliste luxembourgeois. Il a notamment été champion du Luxembourg du contre-la-montre en 2000.

## Palmarès sur route
- 1995
  - 3e du championnat du Luxembourg sur route débutants
- 1999
  -  Médaillé d'or de la course en ligne aux Jeux des petits États d'Europe
  - 3e du championnat du Luxembourg du contre-la-montre
- 2000
  -  Champion du Luxembourg du contre-la-montre
- 2001
  -  Champion du Luxembourg du contre-la-montre espoirs
  - Chrono champenois
  - 3eb et 4e étapes de la Flèche du Sud
  -  Médaillé d'argent du contre-la-montre aux Jeux des petits États d'Europe
  -  Médaillé de bronze de la course en ligne aux Jeux des petits États d'Europe
- 2002
  - 1re étape de l'Arden Challenge
  - 2e du  championnat du Luxembourg du contre-la-montre
  - 3e de la Flèche du Sud
  - 3e du  championnat du Luxembourg sur route
  - 3e de l'Arden Challenge

## Palmarès en cyclo-cross
- 1996-1997
  -  Champion du Luxembourg de cyclo-cross juniors
- 1997-1998
  - 2e du championnat du Luxembourg de cyclo-cross
- 1998-1999
  - 2e du championnat du Luxembourg de cyclo-cross espoirs
- 1999-2000
  -  Champion du Luxembourg de cyclo-cross espoirs
- 2000-2001
  - 2e du championnat du Luxembourg de cyclo-cross espoirs